# Площадь Серго Орджоникидзе (Уфа)
Площадь Серго Орджоникидзе (разг. — «Орджон») — площадь в Черниковке города Уфы. Первая и единственная городская площадь Черниковска.
На площади находится аллея Маргариты Куприяновой с фонтаном «Колодец» и памятник Серго Орджоникидзе.

## История
По проекту, будущая центральная Новая улица города Черниковска (ныне — Первомайская) начиналась и заканчивалась площадями и одинаковыми Дворцами культуры. Самая большая площадь, запланированная как сквер, размещалась в середине улицы, по периметру которой — жилые дома повышенной этажности. В восточной части запроектированы два восьмиэтажных жилых дома; на противоположной стороне, в западной части — Дворец культуры нефтяников.
В начале 1950-х устроена площадь на месте пустыря; в её состав включена аллея, в начале которой установлен круглый фонтан.
В 1950 утверждён и в 1952–1955 на площади построен в стиле неоклассики первый городской Дворец культуры имени Серго Орджоникидзе Черниковска. В 1955 на площади перед Дворцом культуры открыт памятник Серго Орджоникидзе (скульптор М. Е. Тоидзе).

## Ансамбль
От площади лучами расходятся Первомайская, Мира, Космонавтов и Конституции.
Ансамбль площади состоит из зданий в стиле послевоенного сталинского неоклассицизма, и является пространством советского прошлого со всей её развитой символикой.
Западная часть — полукруглая, на которой установлен памятник Серго Орджоникидзе, и используется как ярмарочная площадь; в зимнее время строится ледовый городок и устанавливается ёлка. Дома с полукруглым фасадом расположены в её северной и южной части. 
Восточная часть занята бульваром Первомайской улицы, на которой расположена аллея Маргариты Куприяновой с музыкальным фонтаном «Колодец» в начале, и заканчивается «Восьмиэтажками».
Доминантой площади является Дворец культуры имени С. Орджоникидзе, полукруглый фасад которого закрывает её западную часть, а центральная колоннада расположена на оси Первомайской улицы.